# Kalnik (góra)
Kalnik, także Kalnička gora (643 m) – góra w Chorwacji.

## Opis
Jest położona na północny wschód od Medvednicy. Jej najwyższe wierzchołki to: Vranilac (Veliki Kalnik; 643 m n.p.m.), Mali Kalnik (569 m n.p.m.), Ljubej (558 m n.p.m.), Porutina (491 m n.p.m.), Kozji Hrbet (462 m n.p.m.) i Glavica (437 m n.p.m.).
Zbudowana jest z piaskowca, marglu i wapienia oraz łupków. Występują w niej złoża węgla brunatnego oraz źródła wód mineralnych („Apatovačka kiselica”). Na jej południowych zboczach uprawiana jest winorośl.
W jej górnej partii, niedaleko wsi Kalnik, znajdują się ruiny średniowiecznych zamków Veliki i Mali Kalnik.